# Абагинський Архип Георгійович
Архип Георгійович Абагинський (справжнє прізвище — Кудрін; нар. 20 січня 1907, Абага — пом. 22 вересня 1960, Якутськ) — якутський радянський поет і перекладач; член Спілки письменників СРСР з 1938 року.

## Біографія
Народився 7 [20] січня 1907 року в селі Абазі Якутської області Російської імперії (тепер Олекминський улус, Республіка Саха, РФ) в селянській сім'ї. Протягом 1930—1932 років навчався в Іркутському педагогічному інституті. Під час навчання вступив в члени Російської асоціації пролетарських письменників і був обраний членом правління письменницької організації Східного Сибіру.
Вчителював у сільських школах, працював у редакціях республіканських молодіжних газет «Эдэр большевик» («Молодий більшовик») і «Бэлэм буол» («Будь готовий»), в Якутському книжковому видавництві, в комітеті по радіомовленню і в правлінні Спілки письменників Якутії. Брав участь у німецько-радянській війні, воював з Квантунською армією. Помер в Якутську 22 вересня 1960 року.

## Творчість
Друкувався з 1927 року. Опублікував збірки віршів і поем:
- «Ырыа хоһоон» / «Вірші і пісні» (1927);
- «Хардыыттан хардыы» / «Крок за кроком» (1931);
- «Шанхай» (1933);
- «Я — син народу» (1938)
- «Від перемоги до перемоги» (1939);
- «Захід і Схід» (1940-ві);
- «Земле рідна» (1950).

Також автор книг для дітей. Вперше ввів в якутську поезію акцентний вірш.
Переклав на якутський мову твори Олександра Пушкіна, Івана Тургенєва, Максима Горького, Володимира Маяковського, Василя Лебедєва-Кумача, Корнія Чуковського, Сергія Михалкова, Агнії Барто та інших.

## Пам'ять
- Іменем поета названа Абагинськая середня школа Олекминського улусу;
- У 1977 році в селі Абазі відкритий Будинок-музей письменника[2].